# Louis Borno
Antoine François Joseph Louis Borno (Porto Príncipe, 29 de setembro de 1860 - Pétionville, 30 de julho de 1942) foi presidente do Haiti.